# Megadenus
Megadenus is een geslacht van weekdieren uit de klasse van de Gastropoda (slakken).

## Soorten
- Megadenus cantharelloides Humphreys & Lützen, 1972
- Megadenus holothuricola Rosen, 1910
- Megadenus oneirophantae Bouchet & Lützen, 1980
- Megadenus voeltzkovi Schepman & Nierstrasz, 1914